# Opérateur d'échelle
En physique quantique, en seconde quantification, un opérateur d'échelle est un opérateur augmentant ou diminuant les valeurs propres d'un autre opérateur. L'opérateur augmentant est souvent appelé opérateur de création; l'opérateur diminuant opérateur d'annihilation.

## Opérateur de création
C'est un opérateur qui agit sur l'espace de Fock en changeant un état à {\displaystyle N} particules en un état à {\displaystyle N+1} particules.
Dans le cas des bosons, l'opérateur de création {\displaystyle a_{i}^{\dagger }} qui crée une
particule dans l'état {\displaystyle i} est tel que :
D'autre part, les opérateurs de création commutent entre eux :
Un état normalisé de l'espace de Fock bosonique s'écrit donc :
où {\displaystyle |0\rangle } désigne le vide.
Dans le cas des fermions, à cause du principe d'exclusion de Pauli, il n'est pas possible de créer deux fermions dans le même état, si bien que {\displaystyle (c_{i}^{\dagger })^{2}=0}. L'action de l'opérateur de création est donc définie par :
De plus, les opérateurs de création de fermions anticommutent : {\displaystyle c_{i}^{\dagger }c_{j}^{\dagger }=-c_{j}^{\dagger }c_{i}^{\dagger }}
On peut écrire les états normalisés de l'espace de Fock sous la forme :
Mais du fait de l'anticommutation des opérateurs de création de fermions, il est nécessaire de choisir une convention particulière pour l'ordre dans lequel les opérateurs de création doivent agir.
Le conjugué hermitique d'un opérateur de création est un opérateur d'annihilation.
Dans le cas des bosons, les opérateurs de création et les opérateurs d'annihilation satisfont à des relations de commutation : {\displaystyle [a_{i},a_{j}^{\dagger }]=\delta _{i,j}}, qui font que l'algèbre des opérateurs de création et d'annihilation des bosons est identique à l'algèbre des opérateurs qui engendrent le spectre de l'oscillateur harmonique quantique.
Cela entraîne que les phonons et les photons peuvent être traités comme des bosons.
Dans le cas des fermions, les opérateurs de création et d'annihilation satisfont à des relations
d'anticommutation :

## Opérateur d'annihilation
C'est un opérateur qui fait passer d'un état de l'espace de Fock contenant N ≥ 1 particules à un état contenant (N-1) particules. L'action d'un opérateur d'annihilation sur le vide (N=0) donne zéro.
Dans le cas des bosons, l'action de l'opérateur d'annihilation ai qui annihile une particule dans l'état i s'écrit:
{\displaystyle a_{i}\mid N_{1},N_{2},\ldots ,N_{i},\ldots \rangle ={\sqrt {N_{i}}}\mid N_{1},N_{2},\ldots ,N_{i}-1,\ldots \rangle }
D'autre part, dans le cas des bosons, les opérateurs d'annhilation commutent entre eux:
[ai , aj] = 0
Dans le cas des fermions, comme (principe d'exclusion de Pauli) un état ne peut être occupé que par une particule,
l'action de l'opérateur d'annihilation ci est définie par:
{\displaystyle c_{i}\mid N_{1},N_{2},\ldots ,1_{i},\ldots \rangle =\mid N_{1},N_{2},\ldots 0_{i},\ldots \rangle }
D'autre part, les opérateurs d'annhilation des fermions anticommutent entre eux:
{ci , cj} = ci cj + cj ci = 0
Le conjugué hermitique d'un opérateur d'annihilation est un opérateur de création.